# Lasiopsis caninus
Lasiopsis caninus är en skalbaggsart som beskrevs av Zoubkov 1829. Lasiopsis caninus ingår i släktet Lasiopsis och familjen Melolonthidae. Inga underarter finns listade i Catalogue of Life.